# Juan José Ríos (Sinaloa)
Juan José Ríos es una localidad agrícola ubicada en el norte del estado de Sinaloa, México. Se localiza en el recién creado municipio homónimo. Tiene una población de 27,938 habitantes según el censo.

## Historia
El ejido Las Vacas (nombre anterior de Juan José Ríos), fue fundado el 21 de febrero de 1938 por resolución presidencial, por el entonces presidente de la república Lázaro Cárdenas del Río. Tenía una superficie de 16 420 hectáreas (164,2 km²) y 179 habitantes; de los cuales 64 eran ejidatarios.
Entre los años de 1946 a 1951 varios campesinos de los poblados de Los Mochis, 18 de marzo y San Miguel Zapotitlán, por parte del municipio de Ahome; y el poblado de la Luisiana, por parte del municipio de El Fuerte, solicitaron al Departamento Agrario que se les dotara de parcelas en el ejido Las Vacas. Y entre los años de 1953 a 1954, a las 672 personas que habían solicitado dichas parcelas, se les otorgó su petición.
Varios poblados en el municipio de El Fuerte y en el municipio de Choix se vieron afectados cuando se inició la construcción de la presa Miguel Hidalgo. Para lo cual, su construcción se dividió en dos etapas: la primera fue de 1952 a 1956, y la segunda fue de 1956 a 1964.
Los poblados afectados por la construcción de la presa en el municipio de El Fuerte fueron: El Máhone, San Felipe, Gipago y Peñasco, Rincón de Sinaloíta y Los Mezcales. Los poblados afectados en el municipio de Choix fueron: El Pajarito, Baca, Caballihuasa, Toro, Picachos y El Sauz. A los poblados afectados los repartieron en diferentes ejidos, como lo fue en el caso del ejido Las Vacas y de los ejidos cercanos a este.
El 21 de febrero de 1955, por resolución presidencial se aprueba la construcción de una zona urbana en el ejido Las Vacas, para los afectados en la construcción de la presa. El 28 de febrero de 1955, los 637 campesinos desalojados de los 11 ejidos, que serían inundados por las aguas del río Fuerte al cerrarse la cortina de la presa Miguel Hidalgo, se contempló indemnizarlos con una parcela de 10 hectáreas y un solar en el ejido Las Vacas. Además, ya que algunos campesinos de los 64 ejidatarios dotados originalmente, residían en tierras del ejido, en lo que se denomina Las Vacas Viejo. Sin embargo, agrupar a 1375 ejidatarios con sus respectivas familias, requirió de otra resolución presidencial, para en 500 hectáreas , adjudicar a cada ejidatario un solar de 1,600 metros cuadrados (40 m × 40m), además incluía calles, escuelas y entre otros servicios públicos, convirtiéndose así en una zona urbana, la cual se le llamó Juan José Ríos, y se convirtió en sindicatura. Llegó a ser el ejido más grande de México, contando con una superficie de más de 16,400 hectáreas de riego.
El nombre Juan José Ríos, se debe al General Juan José Ríos, político militar mexicano, durante la época de la revolución mexicana. Y fue por la petición de los ingenieros que trazaron el terrero para la posesión de ésta fundación, además fue el último dueño de estos terrenos que ocupaba el ejido.
El 13 de julio de 1989, Francisco Labastida Ochoa, gobernador de Sinaloa en ese entonces, dio a conocer que había sido aprobada por el H. Congreso Local la iniciativa de elevar a rango de ciudad a Juan José Ríos.

## Sindicatura
En Sinaloa, los municipios se dividen en entidades menores llamadas sindicaturas y éstas en comisarías. En el caso de las sindicaturas, si el dirigente es hombre, se le llama síndico, y si es mujer, síndica. En el caso de las comisarías, si el dirigente es hombre, se le llama comisario, y si es mujer, comisaria.
La sindicatura de Juan José Ríos se encuentra en la parte noroeste del municipio de Guasave. La cabecera de la sindicatura es la ciudad de nombre homónimo.
Tiene una extensión de 960.24 hectáreas, ocupa el 27.71% de la superficie total del municipio de Guasave, siendo así, la segunda sindicatura más grande del municipio de Guasave, sólo es superara por la sindicatura Central de la ciudad de Guasave.
La sindicatura de Juan José Ríos se divide en las comisarías de Bachoco y Ejido Campo 38.

### Municipalización
Desde hace mucho tiempo los habitantes de Juan José Ríos han solicitado en muchas ocasiones al gobierno del estado de Sinaloa, la creación del Municipio de Juan José Ríos.

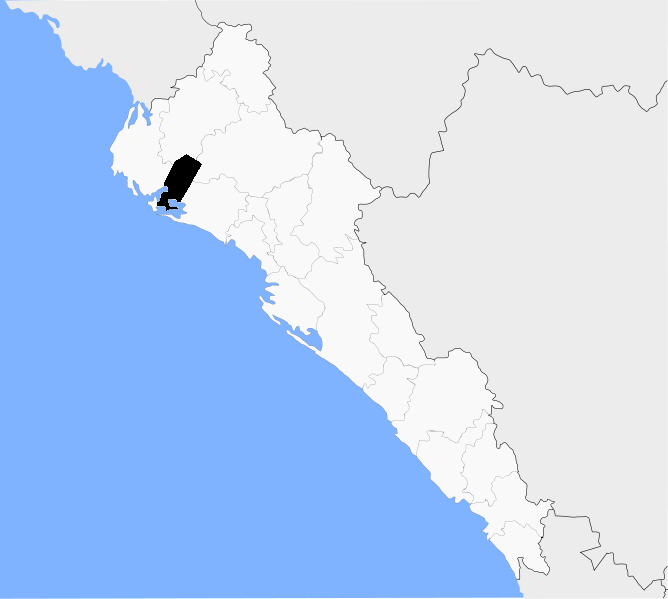
Mapa hipotético de cómo podría ser el Municipio de Juan José Ríos

El municipio de Juan José Ríos estaría conformado por:
- La actual sindicatura de Juan José Ríos
- Poblados del municipio de Guasave:
  - Juan José Ríos
  - Bachoco
  - Guayparime
  - Ejido Héroes Mexicanos
  - Ejido Treinta y Ocho (Ejido Treinta y Ochito)
  - Campo Treinta y Ocho
  - Babujaqui
  - Poblado El Cerro Cabezón
- Poblados del municipio de Ahome:
  - Juan José Ríos (El Estero)
  - Bachoco II (El Macochín)
  - Ejido Cerro Cabezón (El Chorrito)
  - Lázaro Cárdenas (El Muellecito)
  - Los Batequis
  - La Piedrera
  - El Carricito
- Poblados del municipio de El Fuerte:
  - Ejido Tres Garantías
  - Agua de las Arenas
- Poblado del municipio de Sinaloa:
  - El Amapal

#### División política
La cabecera municipal del nuevo municipio sería la ciudad de Juan José Ríos, y quedaría organizado de la siguiente manera:
- Sindicatura Central:
  - Cabecera de la sindicatura Central: Juan José Ríos
    - Comisarías:
      - Ejido Héroes Mexicanos
      - Ejido Treinta y Ocho (Ejido Treinta y Ochito)
      - Campo Treinta y Ocho
      - Ejido Tres Garantías

- Sindicatura de Bachoco:
  - Cabecera de la sindicatura de Bachoco: Bachoco
    - Comisarías:
      - Poblado El Cerro Cabezón
      - Bachoco II (El Macochín)
      - Ejido Cerro Cabezón (El Chorrito)
      - Lázaro Cárdenas (El Muellecito)

## Geografía
Está ubicada en el norte del estado de Sinaloa, en la región del Valle del Fuerte, a 20 km al sur de Los Mochis, 43 km al norte de Guasave y a 190 km al norte de Culiacán, la capital del estado.
Las coordenadas son 25°45'26 latitud norte y 108°49'18 longitud oeste. Con una altitud sobre el nivel del mar de 12 metros.

## Demografía
El censo del Instituto Nacional de Estadística y Geografía (INEGI) del 2020, reportó que Juan José Ríos tiene una población de 22,421 habitantes por lo cual es la 11° ciudad más poblada del estado de Sinaloa.

### Población de Juan José Ríos 1960-2020
| Gráfica de evolución demográfica de Juan José Ríos entre 1960 y 2020                              |
|                                                                                                   |
| Población de los censos del Instituto Nacional de Estadística y Geografía (INEGI) de 1900 a 2020. |

## Clima
Su clima es generalmente húmedo cálido. Y tiene una temperatura media anual de 25.9 °C. Se registra una temperatura mínima anual de 18 °C y una máxima anual 39 °C, siendo la temporada más calurosa la que va de mayo a octubre. En el período de referencia, la precipitación pluvial promedio es 383 milímetros anuales, siendo los meses más lluviosos de julio a octubre.
| Parámetros climáticos promedio de Juan José Ríos | Parámetros climáticos promedio de Juan José Ríos | Parámetros climáticos promedio de Juan José Ríos | Parámetros climáticos promedio de Juan José Ríos | Parámetros climáticos promedio de Juan José Ríos | Parámetros climáticos promedio de Juan José Ríos | Parámetros climáticos promedio de Juan José Ríos | Parámetros climáticos promedio de Juan José Ríos | Parámetros climáticos promedio de Juan José Ríos | Parámetros climáticos promedio de Juan José Ríos | Parámetros climáticos promedio de Juan José Ríos | Parámetros climáticos promedio de Juan José Ríos | Parámetros climáticos promedio de Juan José Ríos | Parámetros climáticos promedio de Juan José Ríos |
| Mes                                              | Ene.                                             | Feb.                                             | Mar.                                             | Abr.                                             | May.                                             | Jun.                                             | Jul.                                             | Ago.                                             | Sep.                                             | Oct.                                             | Nov.                                             | Dic.                                             | Anual                                            |
| ------------------------------------------------ | ------------------------------------------------ | ------------------------------------------------ | ------------------------------------------------ | ------------------------------------------------ | ------------------------------------------------ | ------------------------------------------------ | ------------------------------------------------ | ------------------------------------------------ | ------------------------------------------------ | ------------------------------------------------ | ------------------------------------------------ | ------------------------------------------------ | ------------------------------------------------ |
| Temp. máx. abs. (°C)                             | 36                                               | 37                                               | 40                                               | 40                                               | 41                                               | 43                                               | 42.5                                             | 44.5                                             | 44.5                                             | 41.5                                             | 40                                               | 37                                               | 44.5                                             |
| Temp. máx. media (°C)                            | 28.2                                             | 29.8                                             | 31.2                                             | 33.5                                             | 35.4                                             | 37.2                                             | 38                                               | 38.1                                             | 37.6                                             | 36.2                                             | 32.5                                             | 28.7                                             | 33.9                                             |
| Temp. media (°C)                                 | 19.8                                             | 20.8                                             | 21.6                                             | 23.3                                             | 26.1                                             | 30                                               | 32.1                                             | 32.2                                             | 31.7                                             | 28.9                                             | 24.2                                             | 20.5                                             | 25.9                                             |
| Temp. mín. media (°C)                            | 11.4                                             | 11.7                                             | 11.9                                             | 13.2                                             | 16.8                                             | 22.8                                             | 26.2                                             | 26.3                                             | 25.9                                             | 21.5                                             | 16                                               | 12.3                                             | 18                                               |
| Temp. mín. abs. (°C)                             | 3                                                | 2                                                | 2                                                | 7                                                | 10                                               | 15                                               | 24                                               | 21                                               | 21                                               | 14                                               | 8                                                | 5                                                | 2                                                |
| Precipitación total (mm)                         | 17                                               | 7                                                | 2                                                | 0                                                | 3                                                | 4                                                | 67                                               | 90                                               | 105                                              | 60                                               | 16                                               | 11                                               | 383                                              |
| Humedad relativa (%)                             | 64                                               | 61                                               | 57                                               | 54                                               | 55                                               | 60                                               | 70                                               | 76                                               | 77                                               | 69                                               | 65                                               | 67                                               | 64.6                                             |
| Fuente: Weatherbase                              |                                                  |                                                  |                                                  |                                                  |                                                  |                                                  |                                                  |                                                  |                                                  |                                                  |                                                  |                                                  |                                                  |

## Educación

### Educación superior
- Facultad de Agricultura del Valle del Fuerte (UAS)

### Educación media superior
- Preparatoria UAS Juan José Ríos
- Cobaes 11 Lic. Alejandro Ríos Espinoza
- Conalep 117 Juan José Ríos

## Personas destacadas
- Antonio Osuna, beisbolista
- Roberto Osuna, beisbolista
- Pancho Barraza, cantante
- Héctor Leyva Vega, comerciante
- Guadalupe Acosta Naranjo,sindicalista, activista, economista y político mexicano